# Lars Adolfsson
Lars Olof Melker Adolfsson (ur. 20 grudnia 1965 w Rydboholm) – szwedzki judoka. Dwukrotny olimpijczyk. Zajął piąte miejsce w Barcelonie 1992 i dziewiąte w Seulu 1988. Walczył w wadze półśredniej.
Uczestnik mistrzostw świata w 1987 i 1991. Startował w Pucharze Świata w 1990 i 1992. Siódmy na mistrzostwach Europy w 1987, 1989 i 1990. Wygrał mistrzostwa nordyckie w 1985 i 1988 roku.

## Letnie Igrzyska Olimpijskie 1988
| Konkurencja | Eliminacje            | Repasaże             | Repasaże                   | Klas. końcowa |
| Konkurencja | Przeciwnik I          | Przeciwnik I         | Przeciwnik II              | Miejsce       |
| ----------- | --------------------- | -------------------- | -------------------------- | ------------- |
| 78 kg       | Frank Wieneke (FRG) P | Peter Reiter (AUT) Z | Victorino González (ESP) P | 9.            |

## Letnie Igrzyska Olimpijskie 1992
| Konkurencja | Eliminacje           | Eliminacje                       | Eliminacje            | Finały               | Finały                    | Klas. końcowa |
| Konkurencja | Przeciwnik I         | Przeciwnik II                    | 1/4                   | 1/2                  | o 3 miejsce               | Miejsce       |
| ----------- | -------------------- | -------------------------------- | --------------------- | -------------------- | ------------------------- | ------------- |
| 71 kg       | Suleman Musa (NGA) Z | Dawaasambuugijn Dordżbat (MGL) Z | Kim Byung-joo (KOR) Z | Jason Morris (USA) P | Bertrand Damaisin (FRA) P | 5.            |